# Jakub Sieklucki
Jakub Sieklucki – rycerz, syn Dobiesława (Dobka) z Karwin (z Wierzbna i Sieklówki i Hanki (Anny) z Jodłownika (ur. ok. 1450 w Karwinie, zm. w 1512, pochowany w katedrze krakowskiej) – dworzanin królewski, ochmistrz królewny Elżbiety, burgrabia krakowski, starosta i kasztelan biecki, sygnatariusz przywilejów księstwa oświęcimskiego (1502), kasztelan wojnicki (1505), sygnatariusz intercyzy ślubnej króla Zygmunta i Barbary Zápolyi. Jego pierwszą żoną była Agnieszka Beata z Tęczyna (Tenczyna) (zob. Zamek Tenczyn), drugą: Regina, c. Helwiga z Bieźdiedzy

## Rodowód nazwiska
Nazwisko Sieklucki wywodzi się prawdopodobnie „od nazw miejscowych Siekluki, Sieklówka dawniej Siekluka, Sieklucko (kilka wsi)”. Etymolodzy stwierdzają, że istnieje kilka grup rodzin o tym nazwisku. Pierwszą mogła być pochodząca z Jastrzębców rodzina właścicieli Siekluk (być może tych k. Radomia). Kasper Niesiecki wskazuje jednak pewną zbieżność rodziny z inną – herbu Trzaska, sugerując że Tomasz przeniósł się na Litwę po bitwie Chocimskiej. Według legendy rodzina ta miała przybyć z Czech w XIII w., co zważywszy na kierunek może wskazywać na Małopolskę. Protoplastą tej rodziny miał być niejaki Mikołaj (+1385) z Karwin (lub Wawrzyniec z Karwin); synowie: Krystyn (Krzesław z Karwin, Krzystek), Dobek (Dobiesław) z Boturzyna, Jaszek z Boturzyna (+1390) i Erazm (Czader lub Czadr) z Marcinkowic i Karwin. Dobek oraz Anna (Hanka) z Czulic mieli m.in. syna Dobka z Karwin i Sieklówki, ojca wymienionego Jakuba z Sieklówki.

## Pełnione funkcje
Historia zamku, kasztelanii, wójtostwa i starostwa bieckiego jest powiązana z osobą rycerza Jakuba Siekluckiego, z jego udziałem w kilkunastu wydarzeniach historycznych. W Słowniku Historyczno-geograficznym ziem polskich w średniowieczu znajdują się następujące zapisy:
- 1499 r. – Jakub Sieklucki, jako starosta biecki zawiadamia radę miasta Bardiowa, że przewoźnicy Wojciech i Grzegorz z Bardiowa oraz z Koszyc obrabowali dwór królewski i zostali złapani w czasie ucieczki[5]
- 1501 r. – król Jan I Olbracht pozwolił ówczesnemu staroście bieckiemu, Jakubowi Siekluckiemu wykupić wójtostwo bieckie od Erazma Szczepanowskiego.
- 1501 r. – Jakub Sieklucki prosił radę m. Bardiowa o wydanie rybałtów: Pawła, Piotra piekarza i Ochremyera, którzy uciekli na Węgry;
- w latach 1502-1503 – Jakub Sieklucki z Siekluki [Sieklówka] – kasztelan[6]
- 1503 r. – Aleksander Jagiellończyk, zatwierdził akt swego poprzednika (Jana Olbrachta) i równocześnie zaświadczył, że rajcy bieccy: Walentyn Chodorek, Jan Młynarz, Jan Necz oraz kilku mieszczan zawarli w imieniu wszystkich rajców bieckich umowę z Jakubem Siekluckim w sprawie czynszu z domu[7], który Jakub zakupił za zgodą króla od Mikołaja Ozanka i zamienił na siedzibę wójtostwa.
- 1503 r. – Jakub Sieklucki wniósł skargę do rady m. Bardiowa w sprawie skargi Jana Wielopolskiego, na którego wieś Pieniążek najechali bardiowianie i zrabowali konie, bydło i sprzęty, [w:] „Regesty dokumentów z archiwum w Bardiowie” sporządzone przez F. Kiryka[8];
- 1503 r. – Jakub Sieklucki jako kasztelan i starosta biecki ma zwrócić w terminie rajcom bieckim 100 fl., a jeśli tego nie uczyni, to da im w zastaw wsie Siekluka (Sieklówka) i Osowina (Sowina, pow. pilzneński)[9]
- 1505 r. -  podpisał konstytucję Nihil novi na sejmie w Radomiu[10].